# تایجین کیوفوشو
تایجین کیوفوشو (対人恐怖症) یک سندرم روان‌پزشکی فرهنگی است که در ژاپن و کره مشاهده شده است که منجر به ترس یا اعتقاد به شرمساری یا مزاحمت برای دیگران می‌شود. درمان موریتا، که در سال ۱۹۱۹ ابداع شده است، برای درمان این اختلال مؤثر است.

## توضیحات بالینی
یک سندرم رایج در کره و ژاپن است. از منظر واژگانی به اختلال (شو) مرتبط با ترس (کیوفو) از روابط بین فردی (تایجین) اشاره می‌کند. در نتیجه، اغلب در غرب با اختلال اضطراب اجتماعی مقایسه می‌شود. با این حال، این دو اختلال کاملاً با هم متفاوت هستند. اضطراب اجتماعی در تعاملات اجتماعی مشکل دارد، زیرا می‌ترسد مورد تمسخر یا قضاوت منفی قرار بگیرد یا احساس خجالت کند. برعکس ، فردی که از تایجین کیوفوشو رنج می‌برد، از آزار دیگران (مثلاً از بوی بد) می‌ترسد. او به خجالتی که دیگری به خاطر او تجربه می‌کند اهمیت می‌دهد، که مکانیسم بسیار متفاوتی است. اما در هر دو مورد، ترس از نارضایتی و طرد شدن وجود دارد.
در سیستم طبقه‌بندی محلی، چنین تشخیص داده می‌شود:
- سکیمن-کیوفو، ترس از سرخ شدن
- شوبو-کیوفو، ترس از داشتن بدن دفرمه (که بدشکلی هراسی را در پی دارد)
- جیکوشیسن-کیوفو، ترس از نگاه چشم
- جیکوشو-کیوفو، ترس از مزاحمت برای دیگران با بوی بدن.

تلاش‌های اخیر نشان می‌دهد که این دسته که از نظر پزشکی تعریف نشده است، می‌تواند اختلالاتی شبیه به DSM داشته باشد: روان رنجورها، روان پریشی‌ها و اختلالات خلقی.

## طبقه‌بندی بین‌المللی
در ویرایش پنجم راهنمای تشخیصی و آماری اختلالات روانی، تایجین کیوفوشو را در بخش ۳۰۰٫۲ (F۴۲)، «سایر اختلالات وسواس فکری اجباری و شرایط مرتبط»، طبقه‌بندی می‌کند.